# Marc-Antoine Rallier

a Compétitions nationales et continentales officielles uniquement.

b Matchs officiels uniquement.
Dernière mise à jour le 3 juillet 2022.
Marc-Antoine Rallier, né le 2 décembre 1988, est un joueur français de rugby à XV qui joue au poste de talonneur. Il joue de 2011 à 2021 avec le club du Castres olympique. Il a débuté dans le club de l'ASBR, un petit club de la commune de Rezé .

## Carrière
En 2021, il met un terme à sa carrière et devient Team manager du Castres olympique. Il est notamment responsable d'accompagner les entraîneurs pour la logistique et la planification et de gérer le lien entre l'équipe et les services administratifs du club.

## Palmarès
- Castres olympique
  - Vainqueur du Championnat de France en 2013 et 2018
  - Finaliste du Championnat de France en 2014